# Azuki-chan
Azuki-chan (яп. あずきちゃん Адзуки-тян) — романтическая манга, нарисованная Тикой Кимурой (яп. 木村千歌) по сюжету Ясуси Акимото, публиковавшаяся в журнале Nakayoshi с 1992 по 1997 год, и одноимённый аниме-сериал студии Madhouse, состоящий из 117 серий.
Аниме завоевало большую популярность в Европе и в странах Азии.

## Сюжет
В этой работе рассказывается история двенадцатилетней школьницы Адзусы Ноямы, получившей прозвище «Адзуки-тян» из-за частых ошибок в произношении имени. Она живёт с родителями и младшим братом. Адзуса ненавидит своё прозвище, пока в классе не появляется новичок, парень Юносукэ Огасавара, который говорит, что ему нравится «Адзуки». Адзуки влюбляется в него, как и большинство одноклассниц. Они становятся друзьями, Адзуки пытается добиться взаимности Юносукэ.